# Modelo de transporte químico
Um modelo de transporte químico (CTM) é um modelo numérico computorizado que simula tipicamente a química atmosférica. Podem ser classificados de acordo com a sua metodologia e suas espécies de interesse, bem como outras características mais genéricas.
Os modelos incluem componentes ou sub-módulos de tratamento de emissões, dados meteorológicos, topografia, qualidade do ar e química atmosférica.